# Quin Snyder
Quin Price Snyder (* 30. Oktober 1966 in Mercer Island, Washington) ist ein US-amerikanischer Basketballtrainer, der aktuell die Atlanta Hawks in der NBA trainiert.

## Karriere
Snyder spielte zunächst von 1985 bis 1989 an der Duke University. Er machte seinen Abschluss in Philosophie und Politikwissenschaften. 1995 machte er seinen Juris Doctor an der Duke Law School und ebenso seinen Master of Business Administration an der Fuqua School of Business.
Während seiner Studienzeit begann Snyder mit seiner Tätigkeit als Basketballtrainer. 1992–1993 arbeitete er als Assistant Coach für Larry Brown, bei den Los Angeles Clippers. 1993 kehrte er an die Duke University zurück, um neben seinen Studientätigkeiten auch die Basketballmannschaft als Assistenztrainer zu unterstützen. Gemeinsam mit Duketrainer Mike Krzyzewski gewann er 1999 die NCAA-Vizemeisterschaft.
Zwischen 1999 und 2006 trainierte er als Head Coach die Basketballmannschaft der University of Missouri. Aufgrund eines Skandals trat er jedoch 2006 zurück.
Zwischen 2007 und 2010 trainierte Snyder die Austin Toros in der NBA D-League, zu diesem Zeitpunkt ein Farmteam der San Antonio Spurs. In dieser Zeit erreichte er 2008 das D-League-Finale. Zudem brachte er in seiner dreijährigen Amtszeit mehr Spieler in die NBA als jeder andere D-League-Trainer.
In der Saison 2010/11 war er Entwicklungstrainer bei den Philadelphia 76ers, ein Jahr später wechselte er als Assistenztrainer zu den Los Angeles Lakers an die Seite von Mike Brown.
Für die Saison 2012/13 ging Snyder nach Russland, wo er an der Seite von Ettore Messina ZSKA Moskau als Assistenztrainer betreute.
2013 kehrte er in die NBA zurück und wurde von den Atlanta Hawks eingestellt.
Im Juni 2014 wurde Snyder als neuer Trainer der Utah Jazz präsentiert. Es war sein erster Job als Head Coach in der NBA. Bei den Jazz folgte er auf Tyrone Corbin. In seiner ersten Saison als Trainer installierte Snyder eine gute Verteidigung bei den Jazz, so dass sich Utah um 13 Siege auf 38 Saisonsiege verbessern konnte. Er förderte zudem die Entwicklung von Rudy Gobert, dem der Durchbruch gelang. Die Playoffs wurden jedoch verpasst, wie im Jahr darauf ebenfalls knapp. Mit den Jazz erreichte er erstmals 2017 mit 51 Saisonsiegen vorzeitig die NBA-Playoffs. In den Playoffs erreichte er die zweite Runde, ehe Utah dann vom späteren NBA-Champion Golden State Warriors besiegt wurde. In der darauffolgenden Saison hatten die Jazz mit dem Wechsel von Gordon Hayward einen schweren Abgang zu verkraften. Snyder stellte jedoch mit dem Rookie Donovan Mitchell und Rudy Gobert das Team so gut ein, dass den Jazz mit 48 Siegen der erneute Einzug in die Playoffs gelang. In den Playoffs erreichte Utah die zweite Runde. Für diese Leistung wurde Snyder bei der Wahl zum NBA Coach of the Year Award, hinter Dwane Casey, Zweiter.
In der Saison 2020/21 wurde Snyder erstmals als Coach für das NBA All-Star Game berufen. Snyder führte die Jazz in dieser Saison zur besten Bilanz der NBA und landete bei der Wahl zum NBA Coach of the Year Award hinter Tom Thibodeau und Monty Williams auf dem dritten Platz. Am Ende der Spielzeit 2021/22 trat Snyder bei Utah zurück, was er damit begründete, dass „die Mannschaft eine neue Stimme“ benötige. Snyder hatte in den acht Jahren für Utah von 636 Saisonspielen 372 gewinnen können (58,5 % Siegesquote). Damit ist er statistisch nach Jerry Sloan der erfolgreichste Trainer der Utah Jazz. In sechs von acht Jahren erreichte Snyder mit dem Team die Playoffs, konnte jedoch nie weiter als bis zum Conference Semifinale vorstoßen.
Im Februar 2023 verpflichteten die Atlanta Hawks Snyder als neuen Head Coach.